# 胆尺蛾属
胆尺蛾属为尺蛾科的一个單型屬，唯一物種為模式種藍月尺蛾（Teinoloba perspicillata），分布於尼泊爾、中國湖南與廣東，以及臺灣。